# 东洲街道 (抚顺市)
东洲街道，是中华人民共和国辽宁省抚顺市东洲区下辖的一个乡镇级行政单位。

## 行政区划
东洲街道下辖以下地区：
金南社区、金秋社区、向阳社区、宏大社区社区、北安社区社区、绥阳社区社区、阿金社区社区、葡萄园社区社区、乙烯社区社区、腈纶社区社区、油机社区社区、含晴圆社区、五满意社区、阿银社区和新太河社区。